# Kabupaten Bolaang Mongondow Selatan
Kabupaten Bolaang Mongondow Selatan (engelska: South Bolaang Mongondow Regency) är ett kabupaten i Indonesien.   Det ligger i provinsen Sulawesi Utara, i den nordöstra delen av landet, 2 000 km öster om huvudstaden Jakarta. Antalet invånare är 57 001.